# Bruine wapendrager
De bruine wapendrager (Clostera curtula) is een vlinder uit de familie van de tandvlinders (Notodontidae), die verspreid over Europa voorkomt, tot aan Siberië. Hij heeft een spanwijdte van 27 tot 35 mm. De vlinder overwintert als pop tussen het afgevallen blad van de waardplant, na met dat blad van de boom gevallen te zijn.
Karakteristiek voor het uiterlijk van de imago is de scherp getekende donkerbruine vlek aan de vleugelpunt van de voorvleugel, die scherp aftekent tegen de witte dwarslijn die haar begrenst.

## Waardplanten
De waardplanten van de bruine wapendrager zijn populieren, met name ratelpopulier, en wilgen.

## Voorkomen in Nederland en België
De bruine wapendrager is in Nederland en België een gewone soort die verspreid over het hele gebied voorkomt. In België is hij sinds 1980 achteruitgegaan. Hij vliegt van half april tot half september in twee generaties.